# Jürgen Ovens
Pour les articles homonymes, voir Ovens.
Jürgen Ovens (en allemand ; ou Jurriaen Ovens en néerlandais), né à Tönning en 1623 et mort à Friedrichstadt le 9 décembre 1678, est un peintre et marchand d'art. Élève de Rembrandt, il est connu pour ses peintures de la mairie d'Amsterdam et pour les ducs de Hostein-Gottorp.

## Biographie
Jürgen Ovens est né en 1623 à Tönning, dans le duché de Schleswig,, fils du fermier et conseiller municipal Ove Broders et de Agneta Ovens (aussi appelée Broders). Bien que ce duché soit officiellement un fief danois, Ovens est souvent considéré comme un peintre allemand,,.

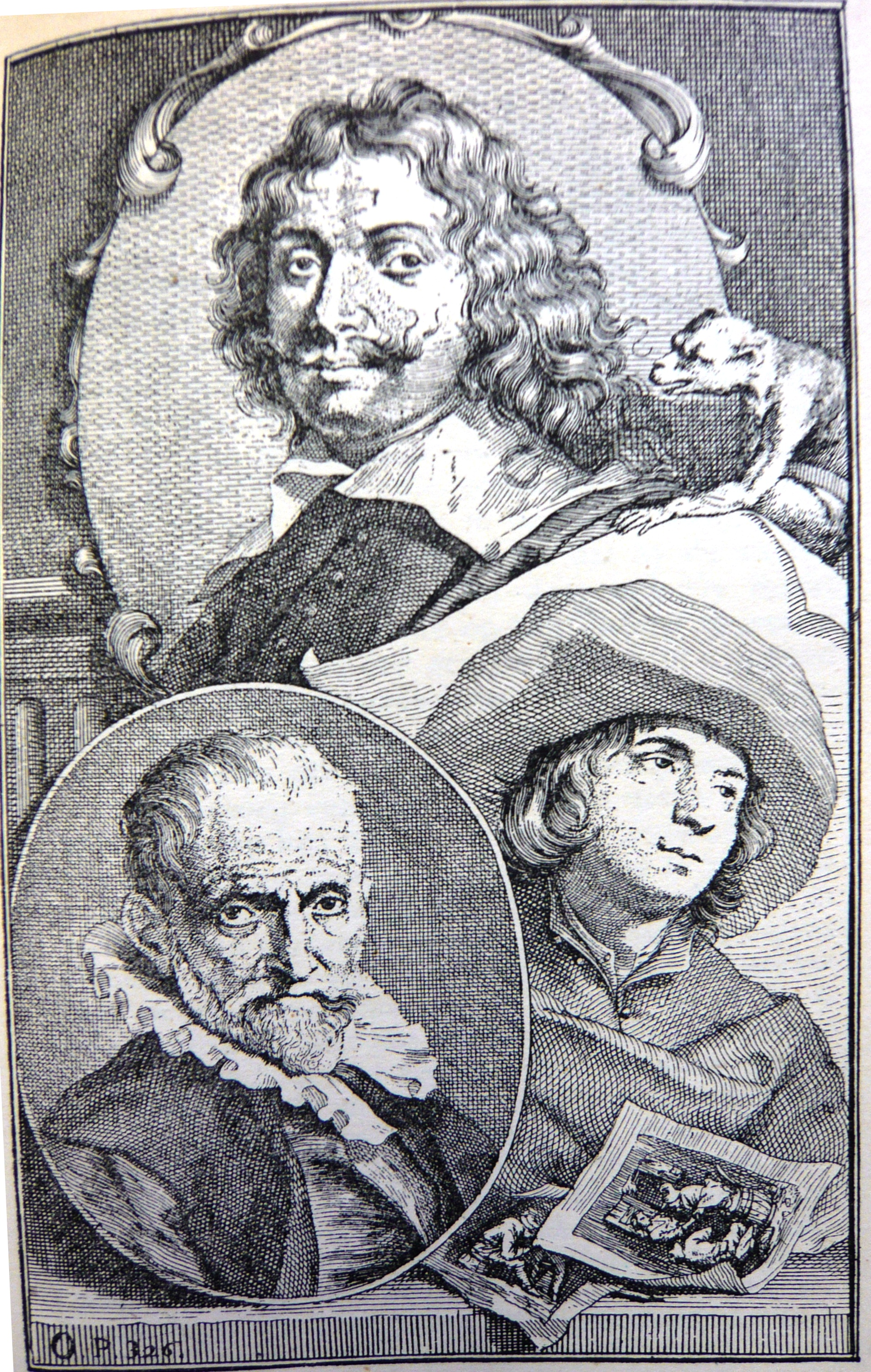
Portraits d'Adriaen Brouwer, Jürgen Ovens (en bas, à droite) et Cornelis Bega, dans Le Grand Théâtre des peintres néerlandais d'Arnold Houbraken.

À partir de 1640, il travaille pour Hendrick van Uylenburgh avec Govert Flinck à Sint Antoniesbreestraat. Il semble qu'il ait été en Italie entre 1643 et 1649, mais il n'y a pas de preuve formelle à ce sujet. Il a vécu à Amsterdam jusqu'en 1651 et y a travaillé dans l'atelier de Rembrandt, comme Govert Flinck. Puis il rentre en Schleswig-Holstein en mai de cette année, étant demandé par le duc Frédéric III de Holstein-Gottorp.
En 1652, il se marie avec Maria Jens Martens (fille d'un riche conseiller municipal de Tönning) à Friedrichstadt. Son beau-père lui donne une dot de 60 000 thalers à condition qu'il s'installe tout près de lui.
En 1654, Ovens passe quelques semaines à Stockholm pour peindre le mariage entre Charles X Gustave et Edwige-Éléonore de Holstein-Gottorp. En 1655, Gerrit van Uylenburgh (en) lui rend visite. En 1657, Jürgen Ovens part à Amsterdam à cause de la guerre dano-suédoise. Il collabore alors avec Govert Flinck. Ovens devient un citoyen d'Amsterdam, ce qui l'autorise à chercher du travail ou à ouvrir son affaire — les règles des guildes étant très strictes. Il envoie des statues de Artus Quellinus à Gottorp.
Ovens vit alors dans le Jordaan, dans une maison au bord du canal avec un grand atelier aménagé sous les toits. Il loue le cellier comme un bar, à la manière de Flinck, qui en avait également un avant qu'il ne meure l'année précédente. Le marchand d'art Gerrit van Uylenburgh achète la maison mitoyenne que possède Flinck. Ovens se lie d'amitié à Johannes Lingelbach, témoin du baptême de ses enfants à l'Église luthérienne. En 1661, Ovens reçoit la commande de finir une peinture entamée par Flinck ; elle est destinée à la mairie d'Amsterdam quelques jours plus tard, alors que La Conspiration de Claudius Civilis de Rembrandt est rejetée. Ovens est payé 48 florins — ce qui est peu, en comparaison des autres œuvres, mais reste un bon salaire à cette époque.
En 1663, Ovens rentre à Friedrichstadt à la demande de Christian-Albert de Holstein-Gottorp, l'un de ses plus riches habitants. Il invite Johannes Voorhout à travailler avec lui, mais ce dernier refuse l'offre.
De 1674 à 1675, il s'installe à nouveau en Hollande et peint les portraits de Michiel de Ruyter et Joan Huydecoper II (en). Après son retour à Schleswig, il peint l'autel de église de Saint Christophorus (de) à Friedrichstadt — il est d'ailleurs enterré dans le cimetière de cette église, après son décès le 9 décembre 1678.
Collectionneur, Ovens possédait six peintures d'Antoine van Dyck et trois de Jacob Jordaens, Rubens, notamment.

## Œuvre
Selon Schmidt, Ovens ne semble avoir aucune influence allemande dans son art : il appartient bien à l'École hollandaise.
Ovens est apprécié pour ses portraits. Il a représenté deux fois Nicolaes Tulp, sa fille Margaretha Tulp, son frère Dirck Tulp (en) et sa femme Anna Burgh. Il a également peint un portrait des parents de Godard van Reede, 1er comte d'Athlone, Comenius, Maarten Tromp, Charles II, John Hutchinson,, Adam Olearius, Christine de Suède (trois fois), la reine Sophie-Amélie de Brunswick-Calenberg, Jacob Adriaensz Backer, Jacques Specx, Lucia Wijbrants (en), Theodor Kerckring (en), et deux fois Giuseppe Francesco Borri.
L'œuvre la plus connue d'Ovens est la Madone bleue, dans la cathédrale de Schleswig. Un autoportrait aurait été vu dans l'église Saint-Laurent de Tönning. D'autres œuvres d'Ovens peuvent être trouvées dans les collections des Schleswig-Holsteinischen Landesmuseums du château de Gottorf. Il a réalisé 45 peintures pour l'Amalienburg à Gottorf. Le duc de Norfolk (ou sa grand-mère Alethea Talbot ?) ont possédé dix-sept peintures d'Ovens, vendues avec 61 autres lors d'une vente aux enchères à Amsterdam le 6 septembre 1684.
- Le Jeune Tobie quitte Raguel avec Sara pour retourner chez son père, 1651, huile sur toile, 170 × 214 cm, musée des Beaux-arts de Nantes[14]
- Autoportrait, 1670-1675, huile sur toile, 125 × 95 cm, Musée de l'Ermitage, Saint-Petersbourg[15]
- Allégorie à la Vanité, 1650, huile sur toile, musée de Grenoble

Choix de peintures de Jürgen Ovens
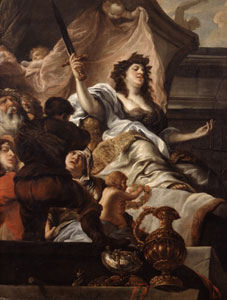
Justitia, 1663-65 Museumsberg Flensburg
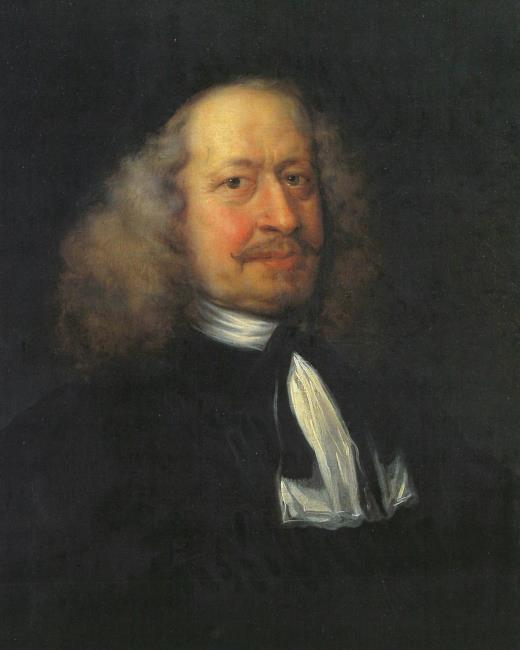
Portrait d'Adam Olearius, 1669 Collection privée
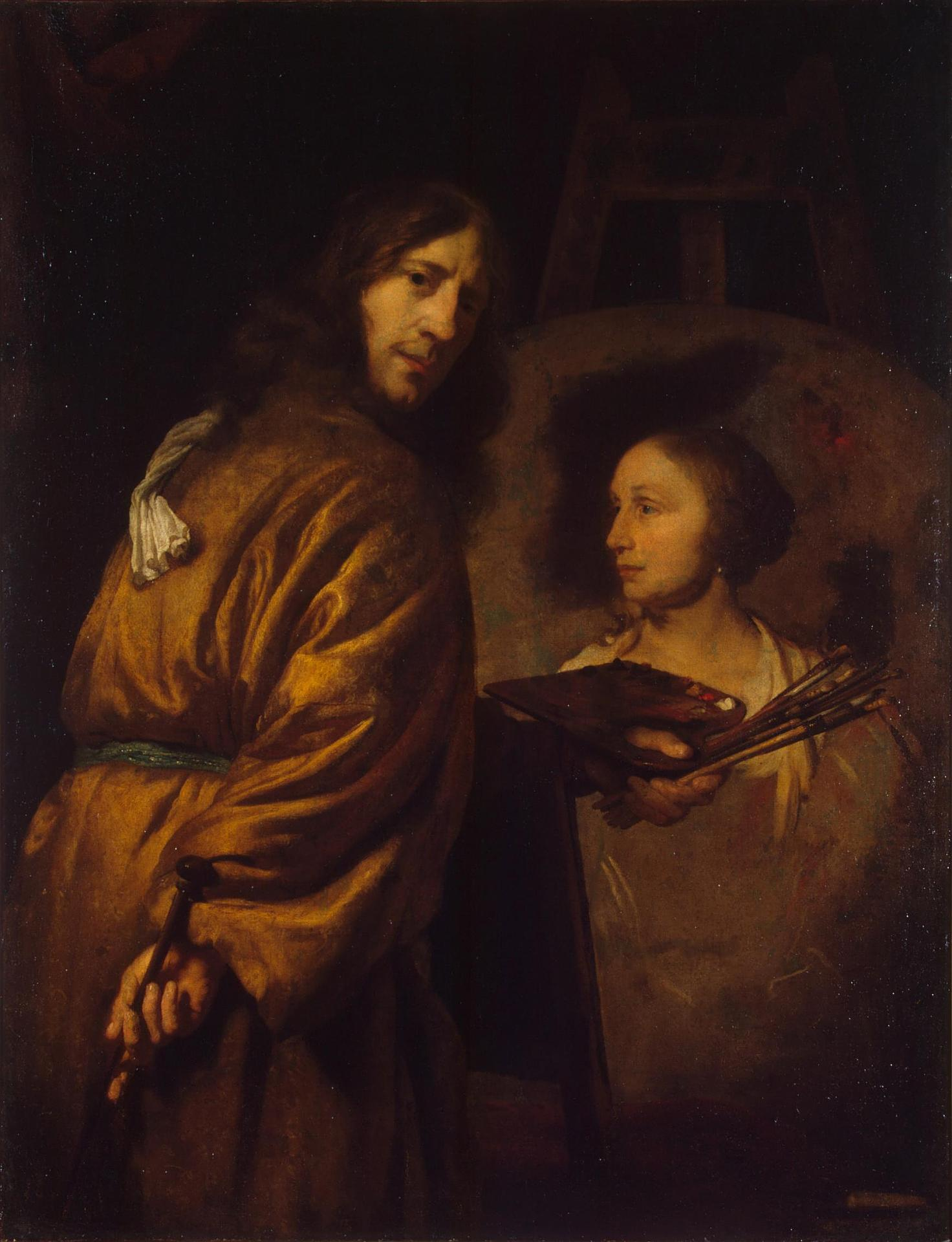
Autoportrait, 1670-75 Musée de l'Ermitage
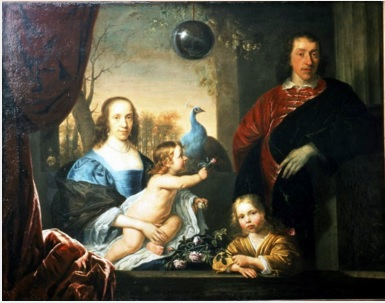
Portrait d'un couple avec deux enfants